# Commander Field Army
Le Commander Field Army est un organe de commandement de la British Army. Il commande aux divisions immédiatement déployables de l'armée de terre (Field Army). Les autres divisions (Regional Forces) sont commandées par le Commander Regional Forces.
Le poste actuel est occupé par le Lieutenant General Barney White-Spunner, et ses quartiers se trouvent au quartier général du Land Command à Wilton (Wiltshire).

## Organisation
Le Commander Field Army commande aux deux divisions déployables (la 1re division blindée et la 3e division d'infanterie), à la division déployable en Afghanistan (6e division d'infanterie), aux Theatre Troops et au Joint Helicopter Command.

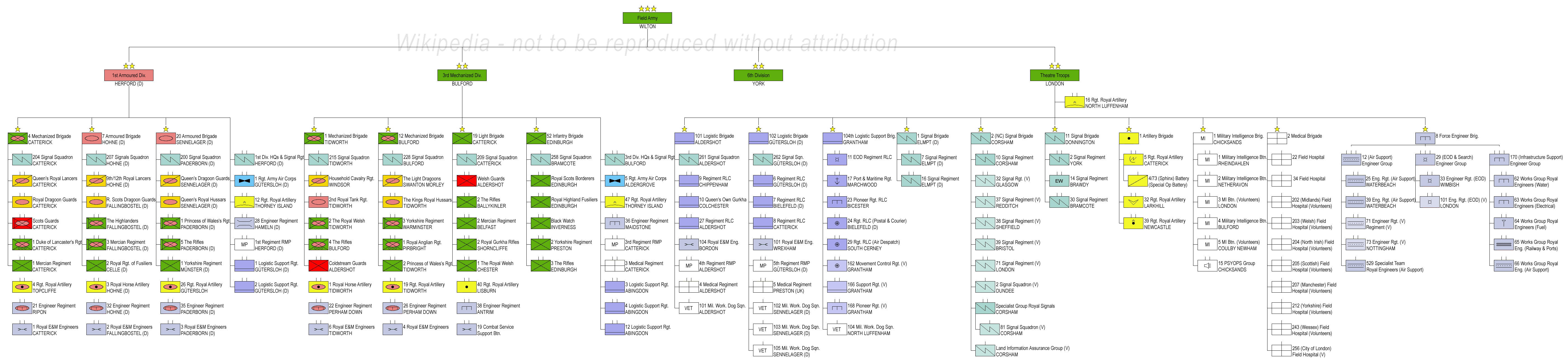
Structure de la Field Army